# 顏國年
顏國年（1886年5月9日—1937年），幼名定，又名瀛州，字陽三，號富謙，生於清治台灣基隆堡瑞芳桀魚坑（今新北市瑞芳區），祖籍福建安溪，企業家，為基隆顏家成員。在其兄顏雲年過世後，接掌顏家產業。

## 生平
為顏尋芳三子，其兄顏東年、顏雲年。幼年接受漢文私塾教育，隨其兄雲年作漢詩。在他10歲時，清朝在甲午戰爭中落敗，福建台灣省割讓予日本。在台灣日治時期，顏國年進入公學校就讀。因其日語流利，在其叔顏正春任基隆郡瑞芳庄長時，擔任書役。之後輔佐其兄雲年，經營煤礦生意。
1913年，任台灣興業信託會社取締役。1918年，任台陽礦業董事。
1920年，其長兄東年過世。顏國年進行分家，將家族事業分割，分別由仁和、義和和禮和三個商行繼承。顏國年主管禮和商行，因此在基隆顏家中，他這一系被稱為禮和派。
1923年，二兄顏雲年過世，顏國年接掌家族事業。任基隆輕鐵會社取締役、基隆商工信用組合理事長、台灣興業信託會社社長、雲泉商會社長、禮合商會社長等職。受到日本臺灣總督府的重視，出任基隆市協議會員、臺北州協議會員、總督府評議員等職。
1925年，至歐美考察。回台後，創立海山炭礦株式會社。
1937年，過世。家族事業由其兄顏雲年之子顏欽賢接掌。

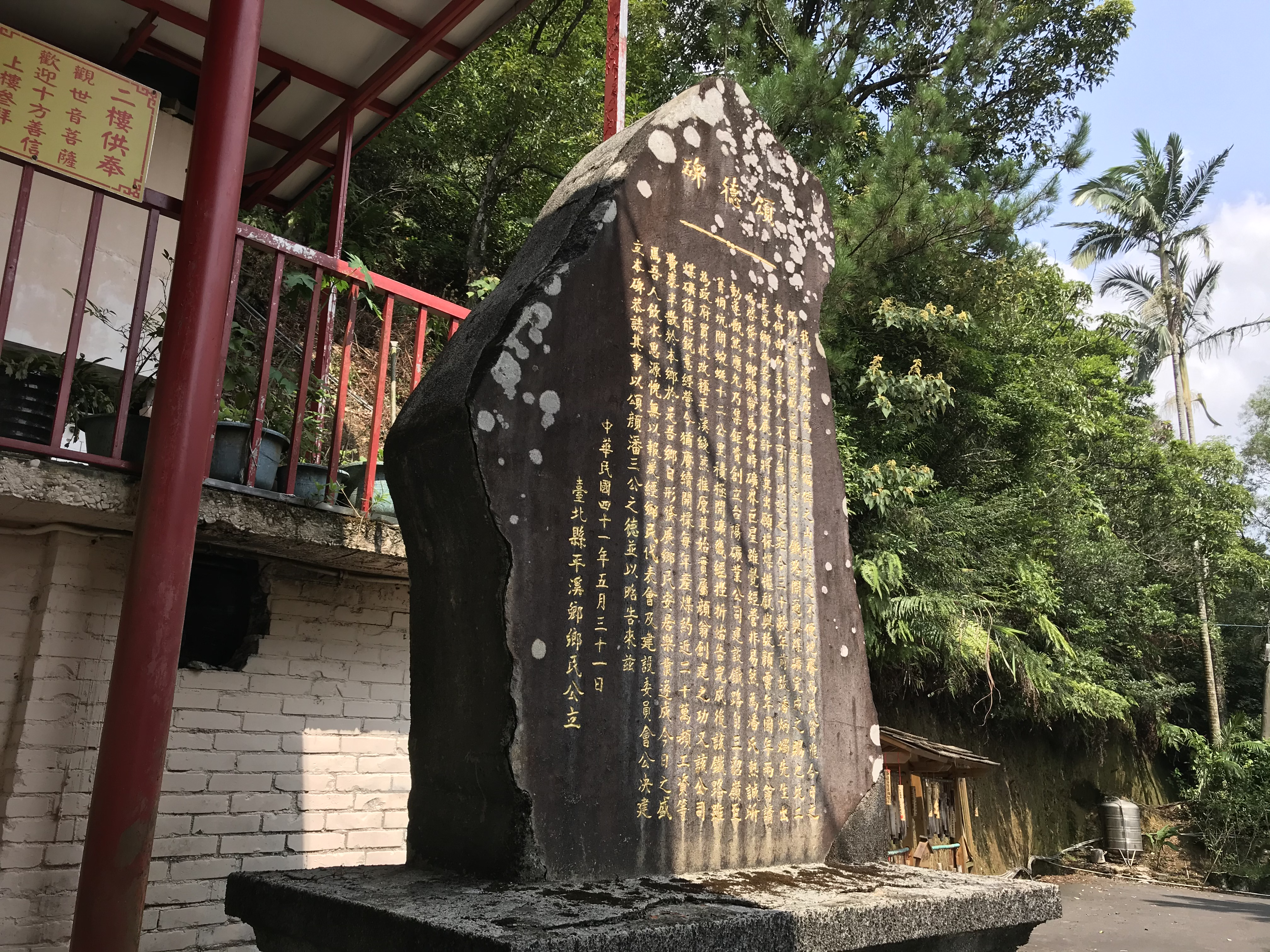
平溪頌德碑

## 家庭
其妻謝滿，生有六男四女。長女顏梅。次女顏碧霞嫁給臺大名醫魏火曜。長子顏滄海，繼承家業，任台陽礦業董事。次子顏滄波，任教於國立中央大學。三子顏滄濤、四子顏滄浪 ，畢業於東京帝國大學。 其長女顏梅，曾至日本本土唸書，與日本技師八田與一之妻八田外代樹是好友。1945年，日本投降，結束第二次世界大戰，中華民國政府接收台灣，將居台日本人全部遣送回日本。八田外代樹不願回國，投烏山頭水庫自殺，死前將其遺書與遺物交由顏梅保管。顏梅嫁給丁瑞鉠，丁瑞鉠曾任台塑集團顧問。

## 紀念
雕塑家黃土水，在1928年至1929年間曾為顏國年製作木雕像，以櫻木製成，顏國年著西式服裝。雕像現存於臺北市立美術館。

## 外部連結
- 台灣人物小傳-顏國年 （页面存档备份，存于）